# Upsilon
Cette page contient des caractères spéciaux ou non latins. S’ils s’affichent mal (▯, ?, etc.), consultez la page d’aide Unicode.
Pour les articles homonymes, voir Upsilon (homonymie).
Upsilon (capitale Υ, minuscule υ ; en grec ύψιλον), ou ypsilon, est la vingtième lettre de l'alphabet grec, précédée par tau et suivie par phi. Dérivée de la lettre waw  de l'alphabet phénicien, elle est l'ancêtre des lettres Ʊ, U, V, W et Y de l'alphabet latin et de la lettre У de l'alphabet cyrillique.

## Caractéristiques

### Usage
En grec moderne, la lettre upsilon représente la voyelle fermée antérieure non arrondie (/i/). Elle est également présente dans les diphtongues, après alpha, epsilon ou omicron ; elle est alors prononcée [v] devant une voyelle, ρ et les consonnes sonores β, γ, δ, ζ, λ, μ et ν, et [f] par assimilation devant les consonnes sourdes κ, π, τ, χ, φ, θ, σ, ξ et ψ). Le groupe ου se prononce [u].
En grec ancien, l'upsilon se prononce vraisemblablement [u] et change de point d'articulation à l'époque classique en [y]. Cette prononciation perdure au moins jusqu'au XIe siècle. En début de mot, la lettre upsilon est précédée d'une aspiration, qui se reflète par un H dans de nombreux mots français d'origine grecque comme ceux débutant par hypo- (du grec ancien ὑπό, hypó, « sous ») ou hyper- (de ὑπέρ, hypér, « sur »). Cette aspiration est dérivée d'une prononciation antérieure utilisant une consonne qui existe également en latin, donnant naissance aux mots apparentés « sub- » et « super- ». En grec ancien, l'upsilon peut également être longue ou brève, une distinction perdue en grec moderne.
Dans le système de numération grecque, upsilon vaut 400 ; par exemple, ‹ υʹ › représente le nombre 400.
Comme la plupart des autres lettres grecques, l'upsilon est parfois utilisé en dehors de son contexte alphabétique grec dans les sciences. La lettre majuscule est alors souvent écrite {\displaystyle \Upsilon }, pour éviter la confusion avec la lettre Y latine.
L'adjectif français « hyoïde », utilisé pour décrire l'os hyoïde, signifie simplement « en forme de u ».

### Nom
En grec ancien, le nom de la lettre est simplement υ (hy), prononcé vraisemblablement /hu/ ou /hy/, et fait juste référence à sa prononciation. Le terme « upsilon » (du grec ὖ ψιλόν, ŷ psilón, « u simple ») est inventé au Moyen Âge pour distinguer la lettre du digramme οι, une ancienne diphtongue qui en est venue à se prononcer de la même façon.
En grec actuel, grec moderne, la lettre est appelée ύψιλον (ýpsilon), prononcée selon la prononciation actuelle /ipsilon/.

### Diacritiques
Dans l'orthographe polytonique du grec ancien, upsilon, comme les autres voyelles, peut être diacritée :
- accent aigu : Ύ, ύ
- accent grave : Ὺ, ὺ
- accent circonflexe : ῦ
- esprit rude : Ὑ, ὑ
- esprit doux : ὐ ; comme le rhô, l'upsilon initial d'un mot ne prend jamais un esprit doux, mais toujours un esprit rude[3]. Il est toutefois possible de trouver un esprit doux au-dessus d'un upsilon lorsque celui-ci fait partie d'une diphtongue, comme dans Αὐγείας, Augeías, Augias.
- tréma : Ϋ, ϋ
- brève : Ῠ, ῠ
- macron : Ῡ, ῡ

Des combinaisons de ces signes sont possibles : ὑ, ὕ, ὓ, ὗ, ὐ, ὔ, ὒ, ὖ.
À la différence de l'alpha, de l'êta et de l'oméga, l'upsilon ne peut pas être muni d'un iota souscrit.

## Histoire

### Origine
La lettre upsilon tire son origine de la lettre de l'alphabet phénicien wāw ou wāv . Celle-ci provient peut-être de l'alphabet protosinaïtique, une écriture utilisée dans le Sinaï il y a plus de 3 500 ans, elle-même probablement dérivée de certains hiéroglyphes égyptiens. La lettre phénicienne semble signifier littéralement « crochet, hameçon ». L'alphabet phénicien atteint une forme plus ou moins standard vers le XIe siècle av. J.-C. Sa 6e lettre est une consonne (l'alphabet phénicien est un abjad qui ne note pas les voyelles) correspondant probablement au son [w].
La lettre correspondante de l'alphabet sudarabique est , wa, correspondant à la lettre ወ, wä, de l'alphasyllabaire guèze. Dans les alphabets sémitiques, la lettre phénicienne conduit au syriaque ܘ, à l'hébreu ו, à l'araméen 𐡅 et à l'arabe ﻭ.

### Alphabets archaïques

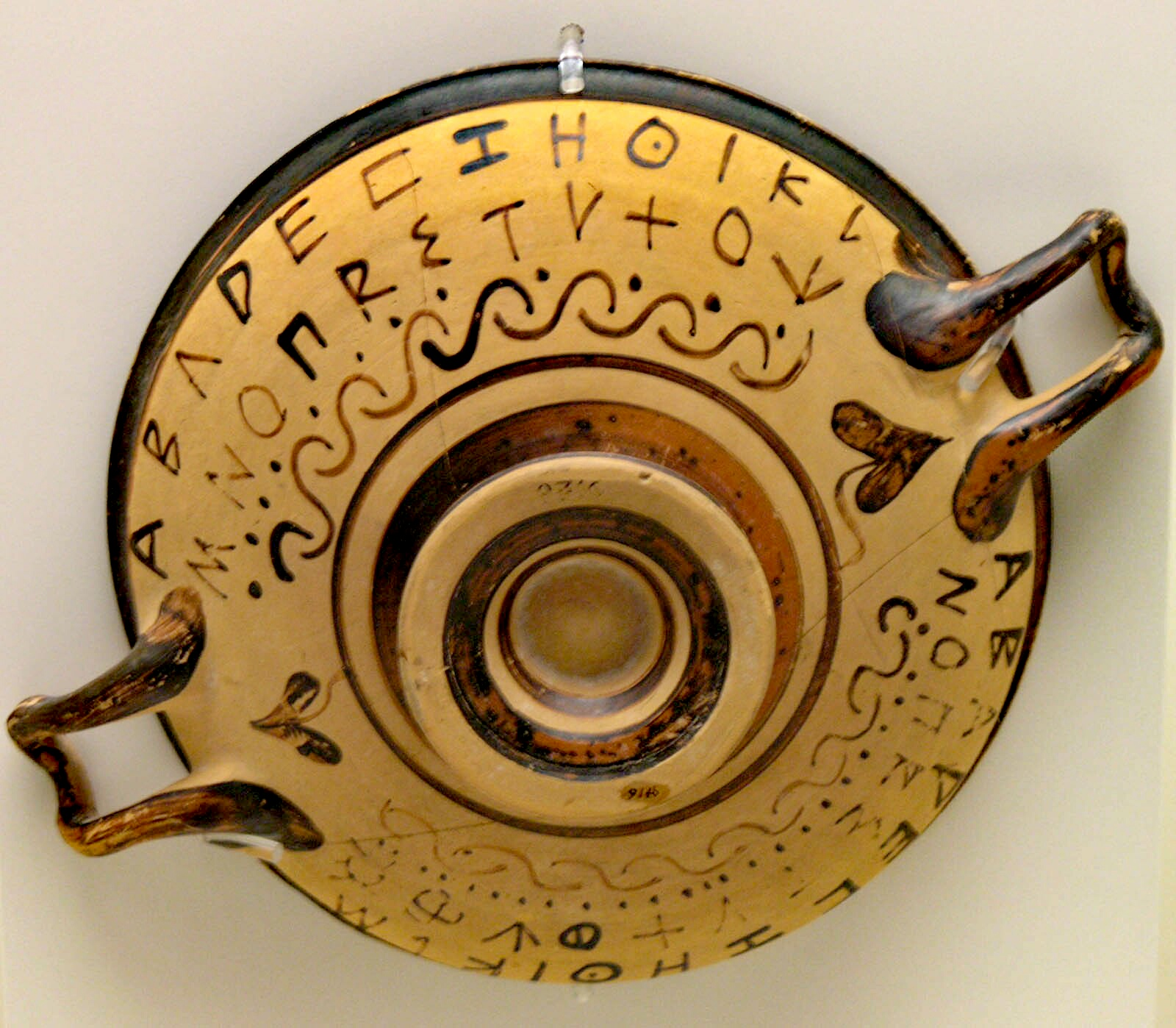
Alphabet grec peint sur la panse d'une coupe attique à figures noires.

L'alphabet grec dérive directement de l'alphabet phénicien, emprunté par les peuples grecs au VIIIe siècle av. J.-C. La 6e lettre phénicienne sert à transcrire deux sons en grec : la consonne [w] et la voyelle [u]. L'alphabet phénicien ne note que les consonnes, ce qui conduit à la création de deux signes grecs distincts : la lettre digamma pour la consonne et la lettre upsilon pour la voyelle. La première conserve la position alphabétique de la lettre phénicienne mais voit sa forme modifiée ; la deuxième conserve la forme mais est placée à une position différente, près de la fin de l'alphabet. Le digamma note toutefois un phonème très faible en grec, qui n'est pas employé par tous les dialectes ; la lettre correspondante est graduellement abandonnée.
Si la graphie de l'upsilon reprend plus ou moins celle de l'alphabet phénicien, les différents alphabets grecs archaïques possèdent des variantes fréquentes : , , , , , , , , ,  et ,.

### Évolution
La forme actuelle de la lettre provient de l'alphabet utilisé en Ionie, qui est progressivement adopté par le reste du monde grec antique (Athènes passe un décret formel pour son adoption officielle en 403 av. J.-C. ; son usage est commun dans les cités grecques avant le milieu du IVe siècle av. J.-C.). La lettre prend à cette époque la 20e position de l'alphabet, entre tau et phi.
L'alphabet grec reste monocaméral pendant longtemps. Les formes minuscules proviennent de l'onciale grecque, une graphie particulière créée à partir de la majuscule et de la cursive romaine vers le IIIe siècle et adaptée à l'écriture à la plume, et sont créées vers le IXe siècle. Pendant la Renaissance, les imprimeurs adoptent la forme minuscule pour les polices bas-de-casse, et modèlent les lettres capitales sur les formes des anciennes inscriptions, conduisant le grec à devenir bicaméral.

Upsilon phénicien.
Upsilon épigraphique grec.
Upsilon grec majuscule moderne.
Écriture onciale.
Variantes cursives.
Variantes minuscules.
Upsilon grec minuscule moderne.

### Dérivés
La lettre grecque upsilon est à l'origine des lettres V et Y utilisées en latin, la lettre U s'étant distinguée de V progressivement. L'alphabet étrusque est dérivé de l'alphabet grec employé en Eubée que les Étrusques apprennent à Pithécusses (Ischia), près de Cumes. L'alphabet latin descend directement de l'alphabet étrusque ; l'upsilon conduit ainsi à la lettre V, représentant indifféremment les sons [u] et [v]. Au Moyen Âge, la forme pointue V est utilisée au début des mots, la forme ronde U au milieu et à la fin, quel que soit le son. La première distinction connue entre U et V se trouve dans un alphabet gotique de 1386, où V précède U. Vers le milieu du XVIe siècle, la forme V en vient à représenter la consonne et la forme U la voyelle. La lettre W dérive d'une ligature de deux V (ou U).
L'upsilon est introduit une seconde fois dans le monde romain au Ier siècle av. J.-C., cette fois avec une barre verticale inférieure afin de transcrire des mots d'emprunts du dialecte grec attique, qui utilise le son [y] que le latin ne possède pas ; la prononciation [i] est cependant courante. Le nom de la lettre latine résultante, Y, conserve son héritage grec dans plusieurs langues : en français, elle est nommée « i grec », une convention partagée entre autres en espagnol, en néerlandais, en polonais et en roumain ; en allemand, elle est appelée Ypsilon, en italien ípsilon ou ípsilo.
Au Ier siècle, l'empereur Claude propose d'introduire une nouvelle lettre dans l'alphabet latin : Ⱶ, une moitié de H. La valeur de cette lettre n'est pas claire, mais on pense qu'elle transcrit le sonus medius, une voyelle courte (probablement [ɨ] ou [ʉ]) précédant les consonnes labiales. La nouvelle lettre est parfois utilisée en lieu et place de l'upsilon sur les inscriptions en grec ; elle disparaît par la suite car le sonus medius disparaît de la langue parlée.
L'upsilon latin (majuscule Ʊ, minuscule ʊ) est une lettre supplémentaire de l'alphabet latin utilisée pour écrire certaines langues africaines.
Dans l'alphabet cyrillique, l'upsilon donne naissance à la lettre u, У. La lettre archaïque ijitsa, Ѵ, en dérive également.
Dans l'alphabet copte, la lettre conduit à la lettre he, Ⲩ.

V étrusque.
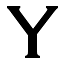
Y romain.
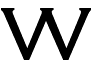
W romain.
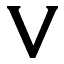
V romain.
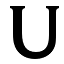
U romain.
U cyrillique.
He copte.

## Symbolisme

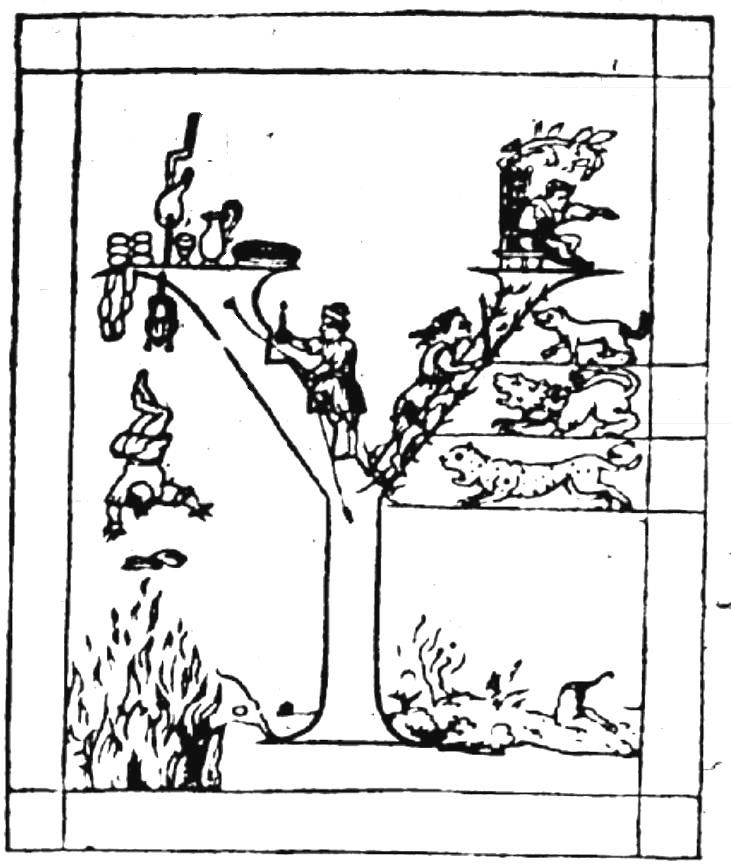
Page du traité de typographie Champ fleury par Geoffroy Tory, décrivant l'upsilon comme bifurcation entre vice et vertu.

Le philosophe grec Pythagore utilise l'upsilon comme symbolisme des branches divergentes du chemin entre vice et vertu, donnant lieu au surnom « lettre de Pythagore » ou « lettre de Samos » (Pythagore étant originaire de Samos).
L'écrivain romain Perse écrit au Ier siècle dans ses Satires : « La lettre de Samos t'enseigna, pour bien vivre, dans son jambage droit, la route qu’il faut suivre. »
Lactance, rhéteur chrétien (vers 240-320), y fait également référence dans les Institutions divines : « Ils disent que le cours de la vie humaine est semblable à un Y ; que quand les jeunes gens sont arrivés à l'endroit où le chemin se divise en deux, ils échouent et doutent dans lequel ils doivent s'engager. »

## Codage
- La majuscule Υ possède les codages suivants :
  - Unicode : U+03A5
  - Entité HTML : &Upsilon;
  - TeX : \Upsilon ; {\displaystyle \Upsilon }
  - DOS Greek : 148
  - DOS Greek-2 : 209
  - Windows-1253 : 213

- La minuscule υ possède les codages suivants :
  - Unicode : U+x03C5
  - Entité HTML : &upsilon;
  - TeX : \upsilon ; {\displaystyle \upsilon }
  - DOS Greek : 172
  - DOS Greek-2 : 238
  - Windows-1253 : 245

Outre ces deux caractères et leurs versions diacritées, le standard Unicode définit également, ϒ, le symbole grec upsilon crochet. Le tableau suivant recense les différents caractères Unicode utilisant l'upsilon :
| Caractère | Représentation | Code    | Bloc Unicode                           | Nom Unicode                                                     |
| --------- | -------------- | ------- | -------------------------------------- | --------------------------------------------------------------- |
| Ύ         | Ύ              | U+038E  | Grec et copte                          | Lettre majuscule grecque upsilon accent                         |
| Υ         | Υ              | U+03A5  | Grec et copte                          | Lettre majuscule grecque upsilon                                |
| Ϋ         | Ϋ              | U+03AB  | Grec et copte                          | Lettre majuscule grecque upsilon tréma                          |
| ΰ         | ΰ              | U+03B0  | Grec et copte                          | Lettre minuscule grecque upsilon tréma et accent                |
| υ         | υ              | U+03C5  | Grec et copte                          | Lettre minuscule grecque upsilon                                |
| ϋ         | ϋ              | U+03CB  | Grec et copte                          | Lettre minuscule grecque upsilon tréma                          |
| ύ         | ύ              | U+03CD  | Grec et copte                          | Lettre minuscule grecque upsilon accent                         |
| ϒ         | ϒ              | U+03D2  | Grec et copte                          | Symbole grec upsilon crochet                                    |
| ϓ         | ϓ              | U+03D3  | Grec et copte                          | Symbole grec upsilon accent aigu et crochet                     |
| ϔ         | ϔ              | U+03D4  | Grec et copte                          | Symbole grec upsilon tréma et crochet                           |
| ὐ         | ὐ              | U+1F50  | Grec étendu                            | Lettre minuscule grecque upsilon esprit doux                    |
| ὑ         | ὑ              | U+1F51  | Grec étendu                            | Lettre minuscule grecque upsilon esprit rude                    |
| ὒ         | ὒ              | U+1F52  | Grec étendu                            | Lettre minuscule grecque upsilon esprit doux et accent grave    |
| ὓ         | ὓ              | U+1F53  | Grec étendu                            | Lettre minuscule grecque upsilon esprit rude et accent grave    |
| ὔ         | ὔ              | U+1F54  | Grec étendu                            | Lettre minuscule grecque upsilon esprit doux et accent aigu     |
| ὕ         | ὕ              | U+1F55  | Grec étendu                            | Lettre minuscule grecque upsilon esprit rude et accent aigu     |
| ὖ         | ὖ              | U+1F56  | Grec étendu                            | Lettre minuscule grecque upsilon esprit doux et circonflexe     |
| ὗ         | ὗ              | U+1F57  | Grec étendu                            | Lettre minuscule grecque upsilon esprit rude et circonflexe     |
| Ὑ         | Ὑ              | U+1F59  | Grec étendu                            | Lettre majuscule grecque upsilon esprit rude                    |
| Ὓ         | Ὓ              | U+1F5B  | Grec étendu                            | Lettre majuscule grecque upsilon esprit rude et accent grave    |
| Ὕ         | Ὕ              | U+1F5D  | Grec étendu                            | Lettre majuscule grecque upsilon esprit rude et accent aigu     |
| Ὗ         | Ὗ              | U+1F5F  | Grec étendu                            | Lettre majuscule grecque upsilon esprit rude et circonflexe     |
| ὺ         | ὺ              | U+1F7A  | Grec étendu                            | Lettre minuscule grecque upsilon accent grave                   |
| ύ         | ύ              | U+1F7B  | Grec étendu                            | Lettre minuscule grecque upsilon accent aigu                    |
| ῠ         | ῠ              | U+1FE0  | Grec étendu                            | Lettre minuscule grecque upsilon brève                          |
| ῡ         | ῡ              | U+1FE1  | Grec étendu                            | Lettre minuscule grecque upsilon macron                         |
| ῢ         | ῢ              | U+1FE2  | Grec étendu                            | Lettre minuscule grecque upsilon tréma et accent grave          |
| ΰ         | ΰ              | U+1FE3  | Grec étendu                            | Lettre minuscule grecque upsilon tréma et accent aigu           |
| ῦ         | ῦ              | U+1FE6  | Grec étendu                            | Lettre minuscule grecque upsilon circonflexe                    |
| ῧ         | ῧ              | U+1FE7  | Grec étendu                            | Lettre minuscule grecque upsilon tréma et circonflexe           |
| Ῠ         | Ῠ              | U+1FE8  | Grec étendu                            | Lettre majuscule grecque upsilon brève                          |
| Ῡ         | Ῡ              | U+1FE9  | Grec étendu                            | Lettre majuscule grecque upsilon macron                         |
| Ὺ         | Ὺ              | U+1FEA  | Grec étendu                            | Lettre majuscule grecque upsilon accent grave                   |
| Ύ         | Ύ              | U+1FEB  | Grec étendu                            | Lettre majuscule grecque upsilon accent aigu                    |
| 𝚼         | 𝚼              | U+1D6BC | Symboles mathématiques alphanumériques | Majuscule mathématique grasse upsilon                           |
| 𝛖         | 𝛖              | U+1D6D6 | Symboles mathématiques alphanumériques | Minuscule mathématique grasse upsilon                           |
| 𝛶         | 𝛶              | U+1D6F6 | Symboles mathématiques alphanumériques | Majuscule mathématique italique upsilon                         |
| 𝜐         | 𝜐              | U+1D710 | Symboles mathématiques alphanumériques | Minuscule mathématique italique upsilon                         |
| 𝜰         | 𝜰              | U+1D730 | Symboles mathématiques alphanumériques | Majuscule mathématique italique grasse upsilon                  |
| 𝝊         | 𝝊              | U+1D74A | Symboles mathématiques alphanumériques | Minuscule mathématique italique grasse upsilon                  |
| 𝝪         | 𝝪              | U+1D76A | Symboles mathématiques alphanumériques | Majuscule mathématique grasse sans empattement upsilon          |
| 𝞄         | 𝞄              | U+1D784 | Symboles mathématiques alphanumériques | Minuscule mathématique grasse sans empattement upsilon          |
| 𝞤         | 𝞤              | U+1D7A4 | Symboles mathématiques alphanumériques | Majuscule mathématique italique grasse sans empattement upsilon |
| 𝞾         | 𝞾              | U+1D7BE | Symboles mathématiques alphanumériques | Minuscule mathématique italique grasse sans empattement upsilon |